# Dicrostonyx hudsonius
Dicrostonyx hudsonius är en däggdjursart som först beskrevs av Peter Simon Pallas 1778.  Dicrostonyx hudsonius ingår i släktet halsbandslämlar, och familjen hamsterartade gnagare. IUCN kategoriserar arten globalt som livskraftig. Inga underarter finns listade.

## Utseende
Arten når en kroppslängd av 13,5 till 16,7 cm, inklusive en stubbsvans som bara är 1,3 till 2,0 cm lång. Dicrostonyx hudsonius har 20 till 24 mm långa bakfötter och cirka 9 mm långa öron. Vikten varierar mellan 55 och 112 g. Pälsen på ovansidan har under sommaren en gråbrun färg förutom en mörkare längsgående linje på ryggens topp. Det finns en tydlig gräns mot den ljusgråa till ljusbruna undersidan i form av en smal orangegul linje. Vid kinderna är pälsen mer gulbrun till rödbrun. Vid varje öga och på strupen förekommer orangeröda fläckar. Ibland går en orangeröd strimma från fläcken över halva buken. Flera vuxna individer har blek päls kring halsen vad som liknar ett halsband. Även svansen är mörk på ovansidan och ljus på undersidan. Den har en liten tofs av vita styva hår vid slutet.
Under hösten blir håren på ovansidan vita. De är grå nära roten vad som ger pälsen en ljusgrå skugga. Dessutom får det tredje och det fjärde fingret tjocka trampdynor samt breda klor som förbättrar förmågan att gräva i hård snö. Tandformeln är I 1/1 C 0/0 P 0/0 M 3/3, alltså 16 tänder.

## Utbredning och habitat
Denna halsbandslämmel förekommer i Kanada öster om Hudson Bay och fram till norra Newfoundland. Den vistas i den låglänta tundran och i kuperade områden upp till 1000 meter över havet. Arten bygger enkla underjordiska tunnelsystem.
Dicrostonyx groenlandicus förekommer likaså i Kanada men inte i samma region som Dicrostonyx hudsonius.

## Ekologi
Individerna bildar små kolonier. De äter gräs och bär på sommaren samt växtskott och bark på vintern. Dicrostonyx hudsonius kan vara aktiv på dagen och på natten, den håller ingen vinterdvala. Mellan mars och september kan honor föda upp till tre kullar. Dräktigheten varar 22 till 24 dagar och sedan föds upp till sju ungar, oftast fyra eller fem. Honor blir könsmogna efter en månad och hanar en halv månad senare.
Arten gräver underjordiska bon i jorden eller i snön. Under sommaren är boet en tunnel som vanligen är kortare än en meter samt en kammare som fodras med torra växtdelar. Dessutom finns en eller två ingångar. Vinterboet kan vara ett mera komplext tunnelsystem. Ofta har varje halsbandlämmel flera bon i reviret.
Denna gnagare jagas av flera rovlevande djur som ugglor, falkfåglar, måsar, fjällräv, mårddjur och varg. Liksom hos andra lämlar förekommer populationssvängningar över åren.